# Ванве
Ванве́ (фр. Vanvey) — коммуна во Франции, находится в регионе Бургундия. Департамент коммуны — Кот-д’Ор. Входит в состав кантона Шатийон-сюр-Сен. Округ коммуны — Монбар.
Код INSEE коммуны — 21655.

## Население
Население коммуны на 2010 год составляло 235 человек.
| 1962 | 1968 | 1975 | 1982 | 1990 | 1999 | 2010 |
| ---- | ---- | ---- | ---- | ---- | ---- | ---- |
| 426  | 563  | 412  | 332  | 356  | 314  | 235  |

## Экономика
В 2010 году среди 141 человека трудоспособного возраста (15—64 лет) 101 были экономически активными, 40 — неактивными (показатель активности — 71,6 %, в 1999 году было 57,8 %). Из 101 активных жителей работали 97 человек (54 мужчины и 43 женщины), безработных было 4 (3 мужчин и 1 женщина). Среди 40 неактивных 5 человек были учениками или студентами, 21 — пенсионерами, 14 были неактивными по другим причинам.